# El Negro Zumbón

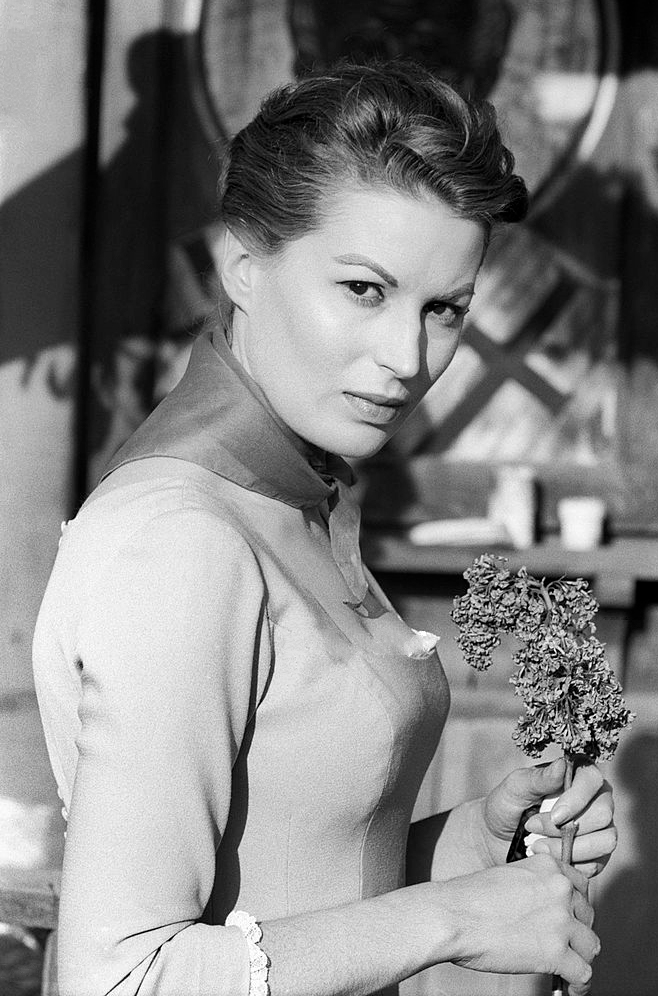
Silvana Mangano,

«El negro zumbón» («Baiao de Anna») es una canción italiana de 1951 con letra de F. Giordano y música de A. Trovaioli. Fue popularizada por Silvana Mangano en la película «Anna» de Alberto Lattuada (1914 – 2005).
La letra original está en español.
La canción fue interpretada en realidad por Flo Sandon's.

## Otras versiones
- Amália Rodrigues
- Xavier Cugat
- Chet Atkins
- Connie Francis
- Pérez Prado
- Pink Martini